# Metcalf (Illinois)
Metcalf es una villa ubicada en el condado de Edgar en el estado estadounidense de Illinois. En el Censo de 2010 tenía una población de 189 habitantes y una densidad poblacional de 106,38 personas por km².

## Geografía
Metcalf se encuentra ubicada en las coordenadas 39°47′59″N 87°48′34″O / 39.79972, -87.80944. Según la Oficina del Censo de los Estados Unidos, Metcalf tiene una superficie total de 1.78 km², de la cual 1.78 km² corresponden a tierra firme y (0%) 0 km² es agua.

## Demografía
Según el censo de 2010, había 189 personas residiendo en Metcalf. La densidad de población era de 106,38 hab./km². De los 189 habitantes, Metcalf estaba compuesto por el 99.47% blancos, el 0% eran afroamericanos, el 0.53% eran amerindios, el 0% eran asiáticos, el 0% eran isleños del Pacífico, el 0% eran de otras razas y el 0% pertenecían a dos o más razas. Del total de la población el 0% eran hispanos o latinos de cualquier raza.